# California (Kentucky)
California es una ciudad ubicada en el condado de Campbell, Kentucky, Estados Unidos. Según el censo de 2020, tiene una población de 83 habitantes.

## Geografía
La localidad está situada en las coordenadas 38°55′6″N 84°15′49″O / 38.91833, -84.26361 (38.918418, -84.263563).
Según la Oficina del Censo de Estados Unidos (United States Census Bureau), la ciudad tiene una superficie total de 0,57 km², correspondientes en su totalidad a tierra firme.

## Historia
La historia de la ciudad está poco clara debido a la continua pérdida de los registros en las inundaciones causadas por su ubicación en las costas del río Ohio.[cita requerida]
California tiene su propia oficina de correos desde 1852. 
Fue incorporada como ciudad el 7 de febrero de 1874. 
La Casa de Elijah Herndon está incluida en el Registro Nacional de Lugares Históricos.

## Demografía

### Censo de 2020
Según el censo de 2020, hay 83 personas, 39 hogares y 25 familias en la ciudad. La densidad de población es de 145,61 hab/km². Hay 38 viviendas con una densidad media de 62,7/km². 
El 93,98% de los habitantes son blancos y el 6,02% son de una mezcla de razas. El 1,23% es hispano o latino.

### Censo de 2000
Según el censo del 2000, en ese momento había 86 personas, 26 hogares y 21 familias en la ciudad. La densidad de población era de 358,2 personas por milla cuadrada (138,4/km²). Había 27 viviendas con una densidad media de 112,5 por milla cuadrada (43,4/km ²). La composición racial de la ciudad era: 100% blancos (Oficina del Censo de los Estados Unidos). 
Había 26 hogares de los cuales el 57,7% tenían hijos menores de 18 años que vivían con ellos. En el 73,1% de los hogares había parejas casadas que vivían juntas; en el 3,8% había una mujer jefa de familia sin marido presente, y el 19,2% no eran familias. En el 19,2% de los hogares había personas que vivían solas y ninguno tenía una persona de 65 años de edad o más. El promedio de los hogares era de 3,31 personas y el tamaño de la familia promedio era 3,76. 
El 36,0% eran menores de 18 años; el 7,0% tenía entre 18 y 24; el 37,2%, entre 25 y 44; el 16,3% entre 45 y 64, y el 3,5% tenía 65 años de edad o más. La media de edad era de 32 años. Por cada 100 mujeres, había 68,6 hombres. Por cada 100 mujeres mayores de 18 años, había 89,7 hombres. 
El ingreso medio para un hogar en la ciudad era de $ 37500 y el ingreso medio para una familia era de $ 38000. Los hombres tenían un ingreso medio de $ 43750 frente a $ 30625 para las mujeres. El ingreso per cápita de la ciudad era de $ 15.143. Ningún habitante de la ciudad estaba por debajo de la línea de pobreza.